# Sesto Bruscantini
Pour les articles homonymes, voir Bruscantini.
Sesto Bruscantini (né à Porto-Civitanova le 10 décembre 1919 et mort dans cette même ville le 4 mai 2003) était un baryton-basse italien, particulièrement associé aux rôles comiques de Mozart et Rossini, bien qu'il défendît un large répertoire. 

## Biographie
Sesto Bruscantini étudie à l'Académie Sainte-Cécile de Rome avec Luigi Ricci. Il débute dans sa ville natale dans le rôle de Colline dans La Bohème, en 1946, puis à La Scala de Milan, en Geronimo de Il matrimonio segreto de Cimarosa, en 1948. Il chante à Rome en 1950 dans Il turco in Italia, auprès de Maria Callas. Il paraît régulièrement aux festivals de Glyndebourne et Salzbourg dans les années 1950, où se confirme sa réputation de styliste mozartien et rossinien.
Outre le répertoire bouffe, il ajoute d'autres rôles plus lyriques et dramatiques, notamment Germont de La traviata, et alterne fréquemment différents emplois dans un même opéra, notamment Malatesta et Don Pasquale, Riccardo et Giorgio dans I puritani, Alfonso et Baldasare dans La Favorite, Guglielmo et Alfonso dans Cosi fan tutte, etc.
Acteur raffiné, éminent chanteur de virtuosité, il fut un interprète mémorable des deux Figaro (Mozart et Rossini), Mustafa, Dandini, Don Pasquale, Falstaff.
Bruscantini fut marié pour un temps à la soprano Sena Jurinac.

## Sources
- Harold Rosenthal, John Warrack, Roland Mancini et Jean-Jacques Rouveroux, Guide de l'opéra, Paris, Fayard, coll. « Les indispensables de la musique », 1995, 968 p. (ISBN 978-2-213-59567-2)